# Bertrand Philip Sigismund Albrecht van Gronsveld
Bertram Philip Sigismund Albrecht graaf van Gronsfeld-van Diepenbroick-Impel (Slot Impel, 19 november 1715 – Amsterdam, 14 november 1772) was een telg uit het geslacht Van Gronsveld van Diepenbrock. Hij was actief als ondernemer en hij was enige tijd Nederlands gezant in Berlijn bij Frederik de Grote. Vanaf 1749 was hij lid van de Ridderschap Holland, vanaf 1750 drost van Muiden en in 1761 president van de Admiraliteit van Amsterdam. Bertrand Philip woonde in zijn laatste jaren aan het Prinsenhof in Amsterdam.

## Loopbaan
De graaf van Gronsveld deed in 1749 een voorstel om stadhouder Willem IV van een raadgevend college te voorzien, maar is in 1758 ten val gebracht door Willem Bentinck van Rhoon. Hij richtte de Weesper porseleinfabriek op in Weesp in een oude jeneverstokerij aan de Kromme Elleboogsteeg. De pakhuizen waren in 1757 gekocht door een aantal Engelse en Amsterdamse kooplieden.
Op 30 september 1757 stichtten George Cruickshank en zijn zwager Charles Pye, firmanten van Pye & Cruickshank, Daniël Roelof Muilman, alsmede Dennis McCarthy, tezamen een associatie tot oprichting en exploitatie van een fabriek van China or earthen ware in Weesp. McCarthy nam in 1759 contact op met de weinig zakelijke graaf van Gronsveld. Er werd tienduizend gulden geleend van de houtkoper en kunstverzamelaar Gerrit Braamcamp. Van Gronsveld stookte gratis zijn porseleinfabriek met hout afkomstig van de Admiraliteit.
De productie bestond uit koffie- en chocoladekannen, theepotten, kopjes, sierterrines, tabakspotten en theebusjes. In 1769 werd Louis Gerverot aangetrokken als schilder. Zijn komst leidde niet tot verhoging van de omzet. Al snel daarna lag de productie stil. Na het faillissement van de eerste porseleinfabriek in Nederland werden de inboedel en klei tijdelijk opgeslagen in het Muiderslot en verkocht aan dominee Joannes de Mol.
Gronsvelds portret, door Guillaume de Spinny in 1759 geschilderd, hangt in het Museum Weesp.